# Heliophanus stylifer
Heliophanus stylifer là một loài nhện trong họ Salticidae.
Loài này thuộc chi Heliophanus. Heliophanus stylifer được Eugène Simon miêu tả năm 1878.